# Nicola Damiani
Nicola Damiani (Bari, 23 aprile 1921 – Bari, 13 dicembre 2009) è stato un medico, politico e saggista italiano.

## Biografia
Figlio di un commerciante barese, che gestiva un negozio di Bitonto, fu medico, docente di ginecologia e ostetricia, primario dell'ospedale "Di Venere" di Bari, consigliere della Cassa del Mezzogiorno, vice presidente della SIGO, sindaco di Bari, membro del consiglio provinciale nella Provincia di Bari, presidente del CIAPI di Bari.

### Gli anni della formazione
Si laureò in medicina e chirurgia e fu assistente di Rodolfo Amprino in Anatomia Umana, con il quale, già da studente, aveva svolto attività e lavori scientifici. Durante gli anni universitari era stato attivo protagonista dello sport barese e campione di nuoto in varie categorie.

### L'attività scientifica
Dopo l'università si iscrisse, quindi, alla specializzazione in ostetricia e ginecologia diretta da Giacomo Aimerich e si specializzò nel 1951, dopo aver vinto la borsa di studio Fulbright ed essersi recato presso la Columbia University di New York, dedicandosi a studi sui primi metodi radioimmunologici di dosaggio degli ormoni. Fu assistente di Ettore De Biasi conseguì la libera docenza nella materia.
Nel 1960, vinse il concorso per l'incarico di Primario nell'Ospedale "Di Venere" dove fondò una scuola ospedaliera della specialità.
Promosse studi e tradusse in pratica il monitoraggio biofisico fetale, in stretta collaborazione con le scuole dell'Università Cattolica del Sacro Cuore di Roma e con l'Università di Trieste.
In occasione del Congresso SIGO del 1980, fu tra i fautori della presa di coscienza della “rivoluzione copernicana che - sono parole sue - promuoveva il feto ad obiettivo diretto di studio come un normale paziente". Fu tra i primi studiosi a sottolineare le problematiche legate all'alta incidenza del parto per via laparotomica.

### L'impegno politico
Nicola Damiani, cattolico praticante, militò, con Aldo Moro, nella FUCI.
Eletto consigliere comunale nelle liste della Democrazia Cristiana e divenne sindaco di Bari nel 1956 dando vita alla prima esperienza di laboratorio politico che avrebbe anticipato l'apertura a sinistra della DC. Il suo governo della città durò nove mesi.
In seguito fu Consigliere Provinciale della Provincia di Bari, e fu nominato dal Governo nazionale Consigliere della Cassa per il Mezzogiorno; per questa funzione fu anche Presidente del CIAPI di Bari, un istituto di formazione professionale.
Da cattolico di profonda convinzione aveva combattuto tutte le battaglie, in particolare contro l'aborto, partecipando a conferenze, dibattiti, confronti, scrivendo articoli su varie riviste. Inoltre fu un valido esponente del meridionalismo barese costituendo il Gruppo dei meridionalisti con Renato Dell'Andro, Giuseppe Di Vagno, Mario Del Viscovo, Vittore Fiore e Giovanni Papapietro. Il 26 giugno 1966, durante un convegno nel Teatro Mastrogiacomo in Gravina di Puglia, dichiarò:
esistono delle zone gia` parzialmente progredite che marciano per conto loro o che hanno solo bisogno di una spinta, mentre vi sono delle zone che nonostante la spinta mai riusciranno ad avanzare poiché caratterizzate dalla massima depressione. Alla rinascita di queste zone, la nuova legge che regola l'intervento della Cassa per il Mezzogiorno, non destina purtroppo granché. La legge di rilancio è infatti una legge che prevede la concentrazione degl'interventi indirizzandoli verso zone ben determinate e individuate in precedenza. L'Amministrazione ordinaria deve pertanto provvedere allo sviluppo delle regioni che non ricadono in questo ambito ed è con la programmazione a livello nazionale che sarà possibile realizzare la saldatura dell'intervento straordinario con l'intervento ordinario. La mia personale esperienza di Consigliere della Cassa per il Mezzogiorno mi ha fatto purtroppo constatare che sino oggi le iniziative del nostro Istituto non sono state aggiuntive ma sostitutive di quelle che sarebbero spettate allo Stato. Ne deriva che la spesa per le opere pubbliche in Italia è aumentata in proporzione molto più nel Centro-Nord che non nel Mezzogiorno.

### Gli ultimi anni
Ha trascorso gli ultimi anni di vita tra gli amati studi e in compagnia dei suoi cari, nella sua casa barese del quartiere Santo Spirito, di fronte al suo amato mare Adriatico che tante battaglie civili gli aveva ispirato. È morto dopo una lunga malattia a Bari il 13 dicembre del 2009.

## Informazioni
Nicola Damiani fu autore di numerosi saggi e ricordi su Aldo Moro. Nell'ottobre 2008 fu primo consulente alla sceneggiatura del cortometraggio Una Passeggiata invernale scritto dallo studioso barese Carlo Coppola e dedicato agli anni post universitari a Bari di Aldo Moro. La fondazione (ente) Nikolaos è una onlus barese intitolata a Nicola Damiani.